# Stehlík z Čenkova a Treustättu
Stehlíkové z Čenkova a Treustättu, (také z Čeňkova, německy Stieglitz von Tschenkau und Treustätt), je původem český a německý říšský rod, česko-rakousko-saské buržoazní rodiny z Plzně a z Lipska, který od 16. století náležel k městskému patriciátu. Nesouvisí s německým židovským rodem Stieglitzů z Arolsenu, z něhož pocházel Ludwig Stieglitz, povýšený na ruského šlechtice, a jeho rodina žijící v Petrohradu.

## Historie a osobnosti
Česká rodová linie

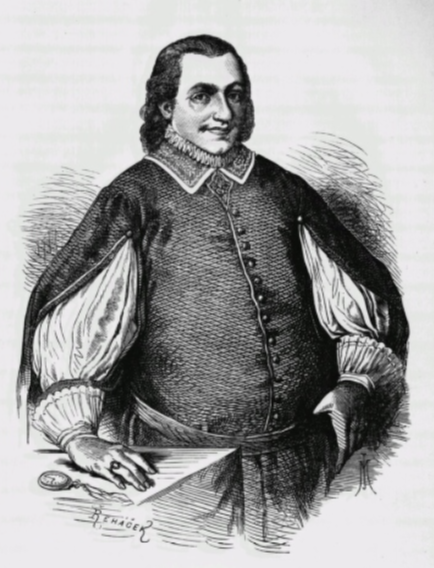
Bartoloměj Stehlík z Čenkova starší

- Bartoloměj Stehlík z Čenkova starší (1542-1619), radní a primátor města Plzně. Roku 1598 obdržel údajně od císaře Rudolfa II. povýšení do šlechtického stavu a predikát z Čenkova. Měl tři syny:

- Kašpar Ladislav Stehlík z Čeňkova (1571-1613), matematik a astronom, stýkal se s Tychonem de Brahe,
- Jan Ladislav, přísedící soudu nejvyššího purkrabství v Praze
- Bartoloměj Stehlík z Čeňkova mladší (1574-1653), purkmistr Plzně v letech 1635-1637, politik, a tři jeho synové (uvedeni v Biographisches Lexikon des Kaisertums Österreich: Jan Daniel a Šimon Petr) byli povýšeni do rytířského stavu s predikátem z Treustättu. Jeho třetí syn Matouš František (1607/8-1673) se stal v Plzni radní a obecní starší.[3]

- Bohumil Bartoloměj Stehlík z Čenkova (1693-1743), římskokatolický duchovní, děkan v Rožmitále, autor teologických prací.
- Jan Václav Stehlík z Čenkova, politik, purkmistr Plzně v letech 1724-1744
- František Stehlík z Čenkova - politik, purkmistr Plzně v letech 1801-1808

Německá rodová linie
- Christian Ludwig Stieglitz II. (1724–1772), právník a člen městské rady v Lipsku
- Wilhelm Ludwig Stieglitz (17??-17?), Christianův bratr

Bratři v roce 1765 hledali u císařské dvorské komory ve Vídni potvrzení svého šlechtického původu. Odvolávali se na nobilitační listinu z roku 1583, kterou byl plzeňský primátor Bartholomaeus Stieglitz, alias Bartoloměj Stehlík, povýšen císařem do šlechtického stavu jako Stieglitz von Tschenkau, alias Stehlík z Čenkova.
Jeho vnuk Melchior Stieglitz (1599-1659) údajně jako protestant během Třicetileté války uprchl do Saska kde založil rodinu a jeho potomci tam dosud žijí.
Tato legenda o původu byla bratrům uznána a potvrzena šlechtickým diplomem z roku 1765. Rozhodujícím faktorem pro nobilitaci však bylo tehdejší politické postavení a moc obou bratrů, protože byli syny dlouholetého lipského starosty a právníka Christiana Ludwiga Stieglitze I. (1677–1758), patřili v Lipsku po dvě generace k patricijům. Ve šlechtickém diplomu se jejich titul nazývá „Privilegio de non usu“. Teprve zástupce další generace, právník Christian Ludwig Stieglitz III. (1803-1854), který žil na královském dvoře v Drážďanech, dosáhl v roce 1846 saského uznání šlechtického titulu.
Rodina vlastnila na lipském tržišti Stieglitzův dvůr (Stieglitzens Hof) s renesanční fasádou, jiná sídla však neměla.
Dánská rodová linie baronů Stieglitzů
Jiní Stieglitzové
- Frederick Lewis von Stieglitz, Austrálie[4]

## Erb
Stehlíkové z Čenkova mají erbovní štít polcený, v heraldicky pravém žlutém poli je ratolest červeně kvetoucího bodláku, z níž heraldicky vpravo vzlétá z profilu vyobrazený stehlík. V levém poli na zelené půdě je červený rozkřídlený říšský orel se zlatou korunkou. V klenotu je helm, z něhož vyrůstá obrněná ruka.

## Kontroverze
- JUDr. Emanuel Stehlík z Čenkova, alias Emanuel Čenkov (1868-1940) byl český právník, magistrátní rada a básník[5]

Výnosem rakouského ministerstva vnitra č. 536 z 9. dubna 1908 bylo magistrátnímu radovi JUDr. Emanuelu Stehlíkovi a jeho příbuzným okresnímu hejtmanovi Václavu Stehlíkovi v Praze a setníku Karlu Stehlíkovi zakázáno užívat šlechtický titul z Čenkova a Treustättu, protože v plzeňské a švihovské matrice byly prokázány padělané přípisy novodobým inkoustem. Bylo publikováno, že jmenovaní nejsou přímými potomky Bartoloměje Stehlíka z Čenkova a Treustättu, kterého císař Ferdinand III. nobilitoval roku 1640. Emanuel Stehlík na to zareagoval úpravou svého příjmení, ze kterého škrtl Stehlík a ponechal si Čenkov, jímž podepisoval své básně.
- Bratři Stieglitzové z Lipska se pravděpodobně dopustili podobného podvodu, který založili na překladu jména Stehlík=Stieglitz, vytvořeného německy hovořícími obyvateli Plzně pro purkmistra a jeho přímé potomky. Domnělého purkmistrova vnuka Melchiora, uprchlého do Saska, se jim písemnými prameny nepodařilo doložit.